# Nikolai Petrowitsch Resanow

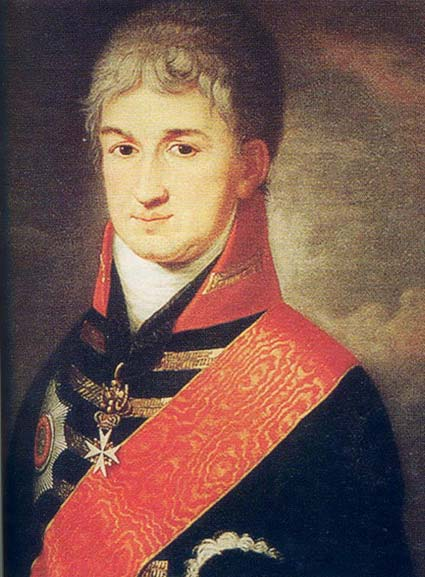
Nikolai Resanow

Nikolai Petrowitsch Resanow (russisch Николай Петрович Резанов, wiss. Transliteration Nikolaj Petrovič Rezanov; * 28. Märzjul. / 8. April 1764greg., Sankt Petersburg; † 1. Märzjul. / 13. März 1807greg., Krasnojarsk) war ein russischer Staatsmann und einer der Gründungsinitiatoren der Russisch-Amerikanischen Kompagnie (RAK).

## Leben
Resanow stammte aus einer angesehenen Familie des niederen Adels, die jedoch Beziehungen zum russischen Hochadel hatte. Sein Vater, Peter Gawrilowitsch Resanow, war zumindest für einige Jahre als Richter wegen des Verdachts der Veruntreuung nach Irkutsk strafverbannt, wo er in dieser Zeit getrennt von seiner Familie lebte. Nach seiner Schulausbildung, die er zu Hause genoss, trat Resanow 1778 zunächst der Artillerie bei und später durch Begünstigung dem berühmten Ismailow-Garderegiment. Nach zwei Jahren stelle sich heraus, dass er zum Militärdienst ungeeignet erschien, sodass er diesen verließ und einen Posten als Assessor bei einem Zivilgericht in Pskow (Pleskau) annahm. Fünf Jahre später kam er zum Schatzamt in Sankt Petersburg. Nach zwei Jahren auf diesem Posten wurde Resanow 1787 Bürovorsteher beim Vize-Präsidenten des Admiralskollegs, Graf Iwan Tschernyschow. 1791 wechselte er in gleicher Position in das Büro des neu ernannten Senatssekretärs Gawriil Derschawin (1743–1816), eines bekannten Dichters und Höflings und gleichzeitig langjährigen Freundes der Familie. Resanow gewann so langsam Zugang zum Zarenhof. Eine Zeit lang diente er sogar dem Favoriten Katharinas II., Fürst Platon Subow. Die Zarin selbst betraute ihn mit Sondermissionen. Als Dank für seine Dienste erhielt Resanow den St.-Anna-Orden 2. Klasse und eine jährliche Pension von 2000 Rubel.
1794 wurde er erneut mit einer Mission nach Irkutsk entsandt, wo sein Vater immer noch als Richter fungierte. Hier lernte er Grigori Schelichow kennen (oder vertiefte seine Freundschaft aus früheren Besuchen) und heiratete am 25. Januar 1795 dessen erst 14-jährige Tochter Anna. Durch seine Verbindungen zu Subow und damit zur Zarin war Resanow für die Schelichows äußerst nützlich. Bei Grigori Schelichows plötzlichem Tod am 20. Juli 1795 übernahm die Witwe Natalja Alexejewna Schelichowa mit Resanows Unterstützung die Schelichow-Geschäftsführung und die Vertretung der Familieninteressen. Nach Katharinas Tod am 6. November 1796 wuchs Resanows Einfluss unter dem Nachfolger Zar Paul I. sogar noch. 1797 wurde er Senatssekretär und einen Monat später Hauptsekretär des Senats.
Am 11. August 1799 brachte er den Zaren dazu, die 1797 eingeleitete Interessenvereinigung der letzten übrig gebliebenen und sich gegenseitig bekämpfenden Pelzhandelsfirmen in Russisch-Amerika und den Kurilen in einem Ukas unter dem Namen einer Monopolgesellschaft, der Russisch-Amerikanischen Kompagnie (RAK), neu zu konstituieren. Am 18. Oktober 1800 stimmte der Zar ebenfalls zu, die Hauptverwaltung der RAK von Irkutsk nach Sankt Petersburg zu verlegen. Das Direktorium der RAK, dem ein Angehöriger der Schelichow-Familie angehören musste, war damit sehr nahe an die eigentlichen Entscheidungsträgern gerückt. Als Alexander I. am 12. März 1801 den Thron bestieg, machte er Resanow zum Mitglied der Finnland-Kommission und beteiligte sich mit weiteren Mitgliedern seiner Familie am Kapital der RAK. Ende 1802 war die Zahl der Aktieninhaber der RAK von 17 auf 400 gestiegen.
Am 18. Juli 1801 gebar ihm seine Frau Anna einen Jungen, Peter. Am 6. Oktober 1802 wurde die Tochter Olga geboren, aber nur 12 Tage später starb Anna. Der trauernde Resanow suchte Zerstreuung und nahm im folgenden Jahr an der ersten russischen Weltumseglung unter Krusenstern als Sonderbotschafter für Japan teil. Bei der dortigen Ankunft 1804 mussten er und die Schiffsbesatzung jedoch ein halbes Jahr quasi in Gefangenschaft verbringen (Oktober 1804 bis April 1805), ehe sie ohne Ergebnis weiterreisten. Resanow trennte sich 1805 von der Krusenstern-Expedition und begab sich mit wenigen Gefolgsleuten nach Nowo-Archangelsk (heute Sitka), dem Hauptort Russisch-Amerikas, um die Kolonie zu inspizieren. Im Jahre 1806 reiste er nach Kalifornien, wo es ihm gelang, dringend benötigte Nahrungsmittel für die RAK zu erwerben und erste freundschaftliche Kontakte mit den Spaniern zu knüpfen. Dies erreichte der 42-jährige u. a. dadurch, dass er der gerade 15-jährigen (* 19. Februar 1791) Tochter des Kommandanten des spanischen Presidios von San Francisco, Maria de la Concepcion Marcela Argüello (Conchita), „den Kopf verdrehte“. Auf dem Rückweg nach Sankt Petersburg veranlasste das völlige Desaster der Japanmission Resanow, den Marineoffizieren Dawydow und Chwostow Befehle zu erteilen, um Vergeltungsschläge gegen Japan durchzuführen. Diese, einer eigenhändigen Kriegserklärung gleichkommende Maßnahme, belastete das japanisch-russische Verhältnis noch Jahrzehnte. Während der Rückreise über Land nach Sankt Petersburg starb Resanow im 1. März 1807 an einem Fieber in der Stadt Krasnojarsk in Sibirien. Am 13. März wurde er in der Nähe des Eingangs zur alten Woskressenski-Kathedrale (Auferstehungskathedrale) beigesetzt.

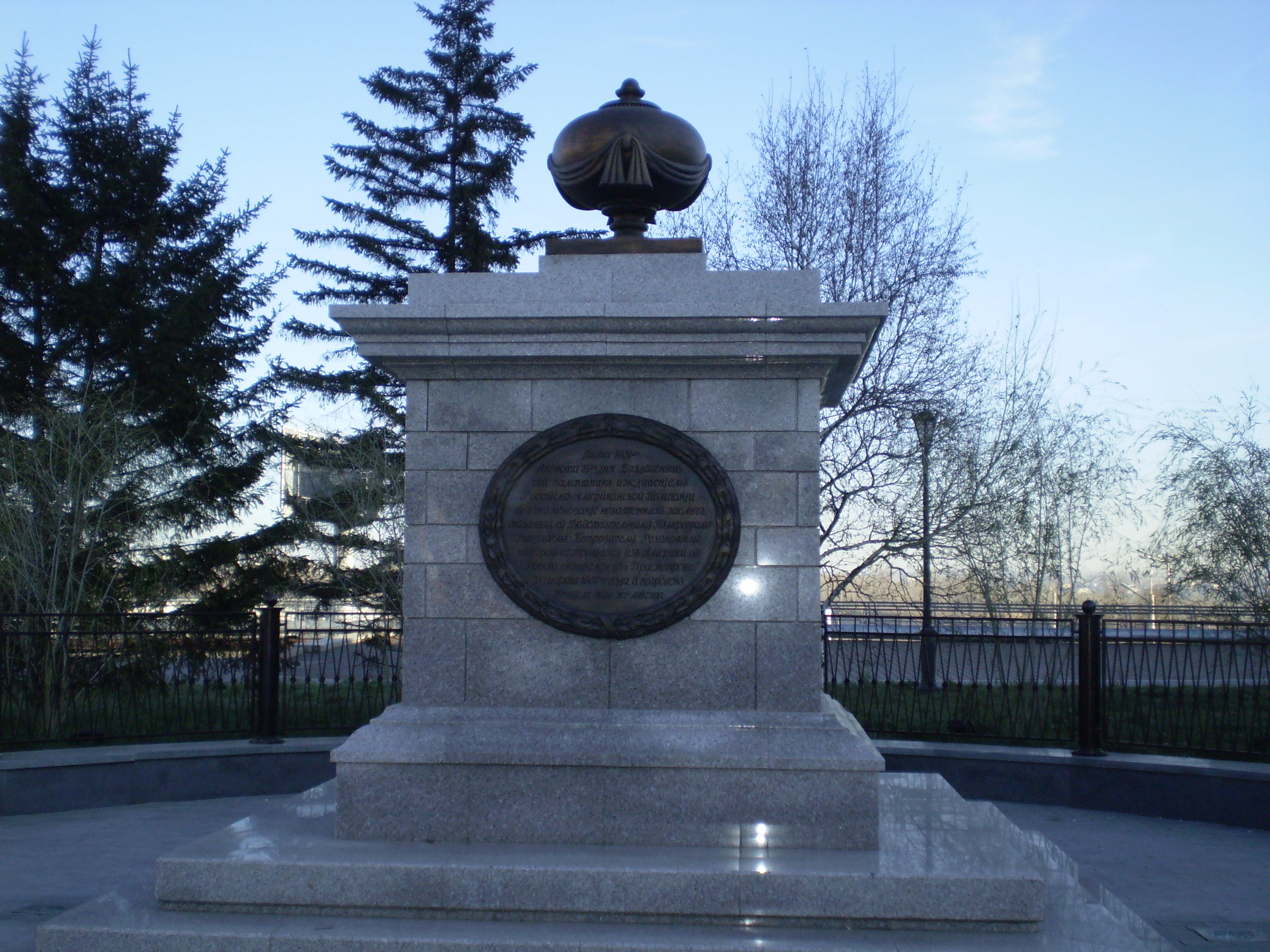
Resanow-Grabmonument in Krasnojarsk (ursprünglich 1831, wiedererrichtet 2007)

Am 28. November desselben Jahres besuchte der deutsche Wissenschaftler von Langsdorff, der mit Resanow in Kalifornien war, dessen Grab. Es war lediglich ein altarähnlicher Stein ohne Inschriften am Grab aufgestellt. 1831 errichtete die RAK ein Monument, das 1936 beschädigt wurde. Wegen beträchtlicher Umbauten wurde es kurze Zeit später notwendig, Resanows Zinksarg umzubetten. Seitdem gilt seine letzte Ruhestätte als unbekannt. Angenommen wird der Krasnojarsker Troizki-Friedhof (Dreifaltigkeitsfriedhof), wo 2000 wieder eine Grabstelle hergerichtet wurde, ebenso wie das von der RAK errichtete Grabmonument im Jahre 2007.
Seit 1803 war Resanow Ehrenmitglied der Russischen Akademie der Wissenschaften in St. Petersburg.

## Rezeption
Die Gestalt Resanows ist historisch noch nicht ausreichend erfasst. Es existiert noch immer keine grundlegende Biographie. Insbesondere wegen der „Conchita-Liebesaffäre“ wird seine Person unrealistisch verklärt, ebenso wie diese Affäre. Seine Bevorzugung junger Mädchen, die Japanmission und die Vergeltungsaktionen lassen eine andere Beurteilung dieses Mannes zu. Durch die Veröffentlichung des Tagebuches des Mitglieds der Krusenstern-Weltumseglung, Hermann Ludwig von Löwenstern (1777–1836), wurde 2003 ein weiteres negatives Bild auf Resanow geworfen. Dieses Tagebuch war nicht für die Öffentlichkeit bestimmt und erhält dadurch möglicherweise besondere Glaubwürdigkeit.
Resanow hinterließ in Russisch-Amerika und Kalifornien keine bleibenden Eindrücke. Gewürdigt wurden jedoch seine Verdienste im Zusammenhang mit der Gründung der RAK, seine vorausschauenden Gedanken um die Zukunft Russisch-Amerikas und die Bekämpfung der einsetzenden Hungersnot in Nowo-Archangelsk durch seine Kalifornienreise im Jahre 1806.
Die Wertschätzung zu Lebzeiten Resanows zeigte sich unter anderem darin, dass ihm im Jahre 1800 erlaubt wurde, unweit von Sankt Petersburg ein eigenes Dorf zu gründen. Er nannte es zu Ehren seiner Frau Annenski (nach anderen Angaben Resanowskoje-Annenskoje). Das Dorf lag am rechten Ufer der Newa, 43 km östlich von Sankt Petersburg und 17 km von Schlüsselburg entfernt. Es gehörte noch 1884 seinem Enkel, dem Gutsbesitzer Kokoschkin (Sohn seiner Tochter Olga). Resanows Mutter, Alexandra Gawrilowna, geb. Okunewa (* 1741), die kurz nach der Dorfgründung starb, lag dort begraben.
Nikolai Resanows Leben wurde in der 1980 entstandenen Rockoper Juno und Avos (russisch Junona i Awos) des Komponisten Alexei Rybnikow nach einem Libretto des Dichters Andrei Wosnessenski thematisiert. Das Stück, das ebenfalls auf die „Conchita-Liebesaffäre“ Bezug nahm, aber unter anderem auch die Sehnsucht der russischen Gesellschaft nach einer Öffnung gen Westen thematisierte, hatte bereits in der Erstinszenierung des Theaters des Leninschen Komsomol in Moskau unter Regisseur Mark Sacharow großen Erfolg. Es wurde zweimal verfilmt und steht bis heute auf dem Spielplan.